# Davrey
Davrey är en kommun i departementet Aube i regionen Grand Est (tidigare regionen Champagne-Ardenne) i nordöstra Frankrike. Kommunen ligger  i kantonen Ervy-le-Châtel som ligger i arrondissementet Troyes. År 2022 hade Davrey 225 invånare.

## Befolkningsutveckling
Antalet invånare i kommunen Davrey
Referens: INSEE